# ريتشارد نغويما
ريتشارد نغويما (بالإسبانية: Richard Nguema)‏ مواليد 07 فبراير 1988، هو لاعب كرة سلة إسباني بدأ مسيرته الاحترافية في سنة 2005. يبلغ طوله 6 قدم 3 بوصة (1.9 م).

## فرق لعب لها
- ريال مدريد بالونكيستو
- سي بي إستوديانتس
- أوبرادويرو لكرة السلة

## روابط خارجية
- ريتشارد نغويما على موقع الاتحاد الدولي لكرة السلة (الإنجليزية)
- ريتشارد نغويما على موقع ريلجم (الإنجليزية)
- ريتشارد نغويما على موقع بروبوليرز (الإنجليزية)